# Kuchnia żydowska

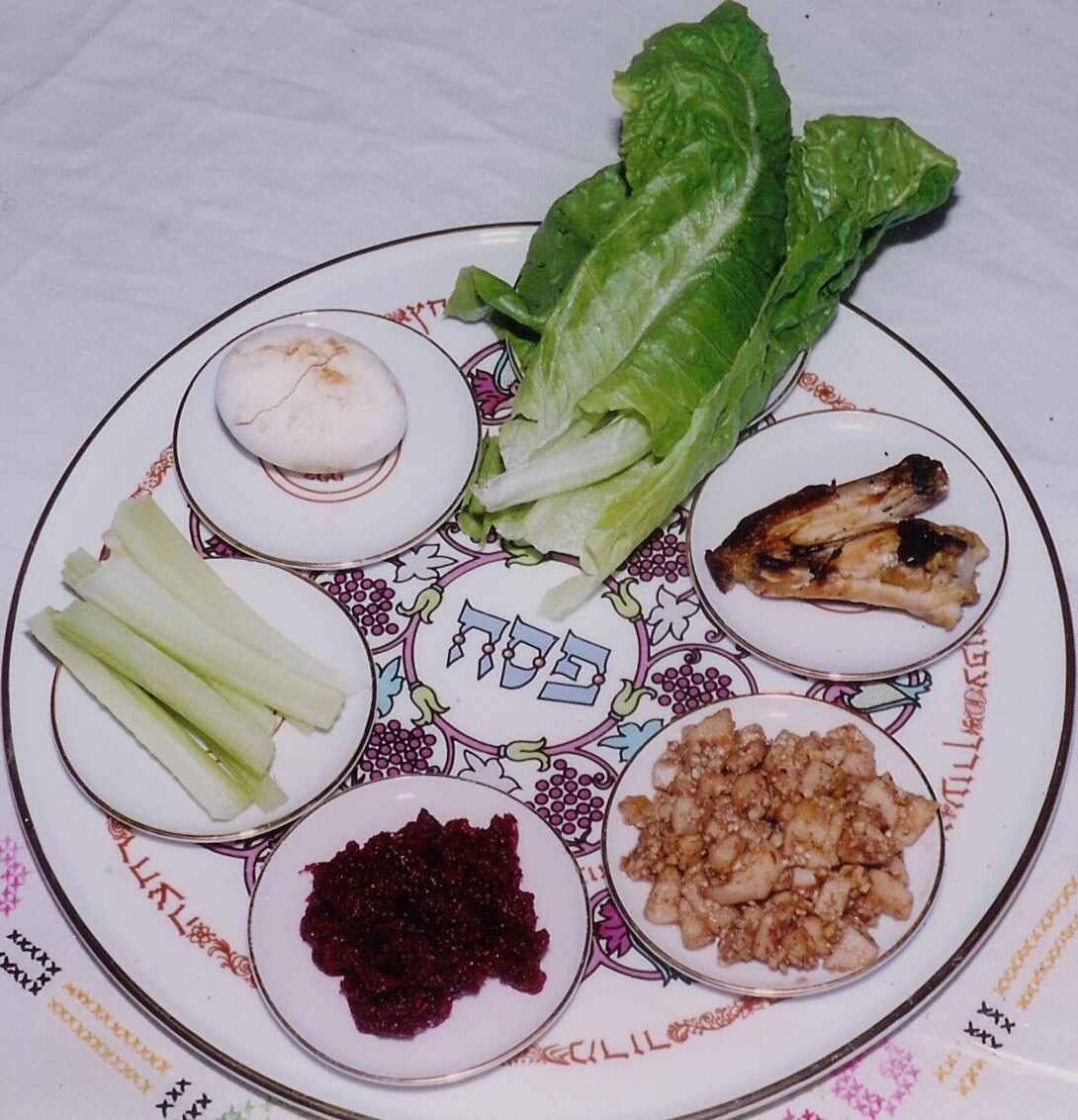
Talerz sederowy

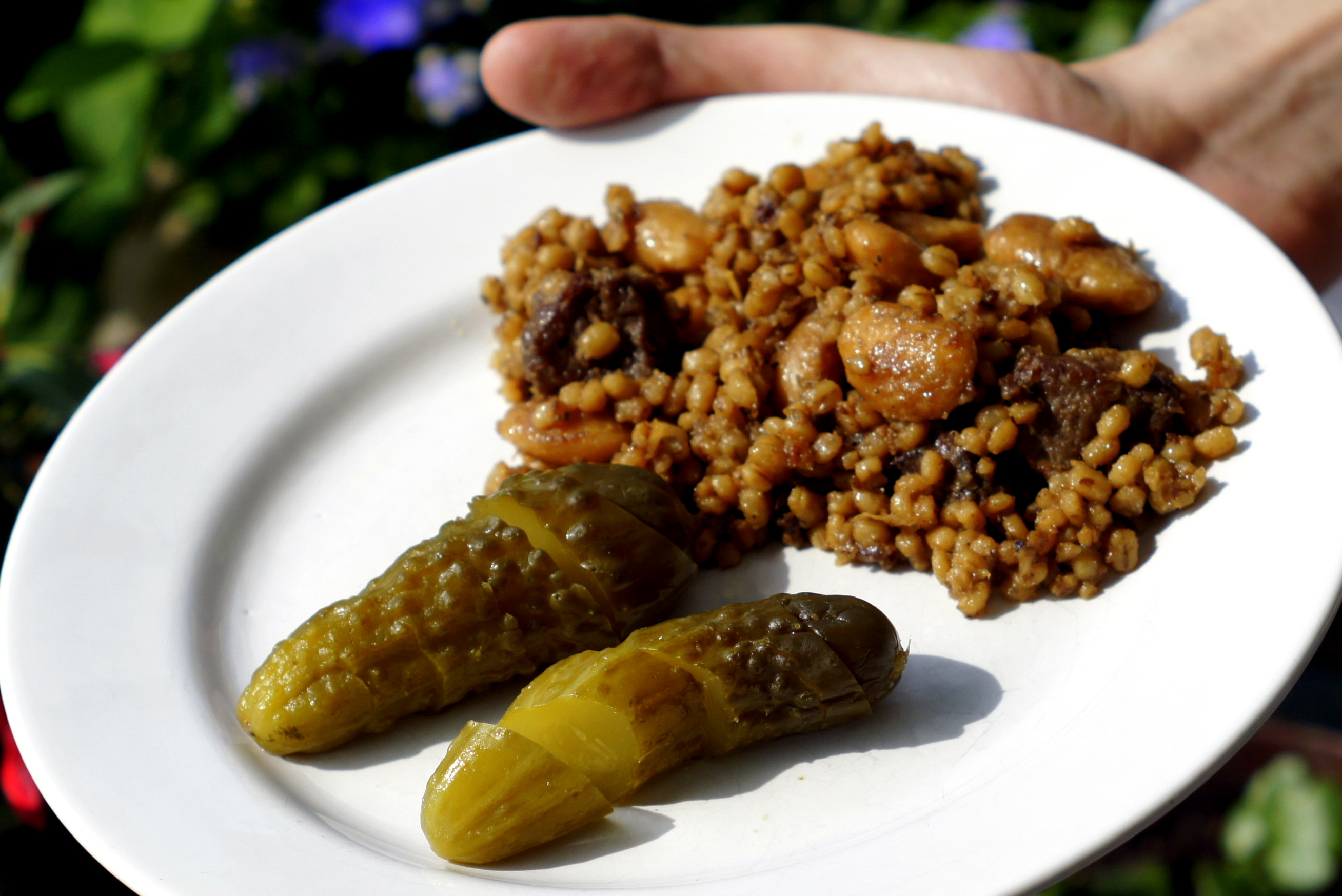
חמין – czulent z ogórkami kiszonymi w Polsce

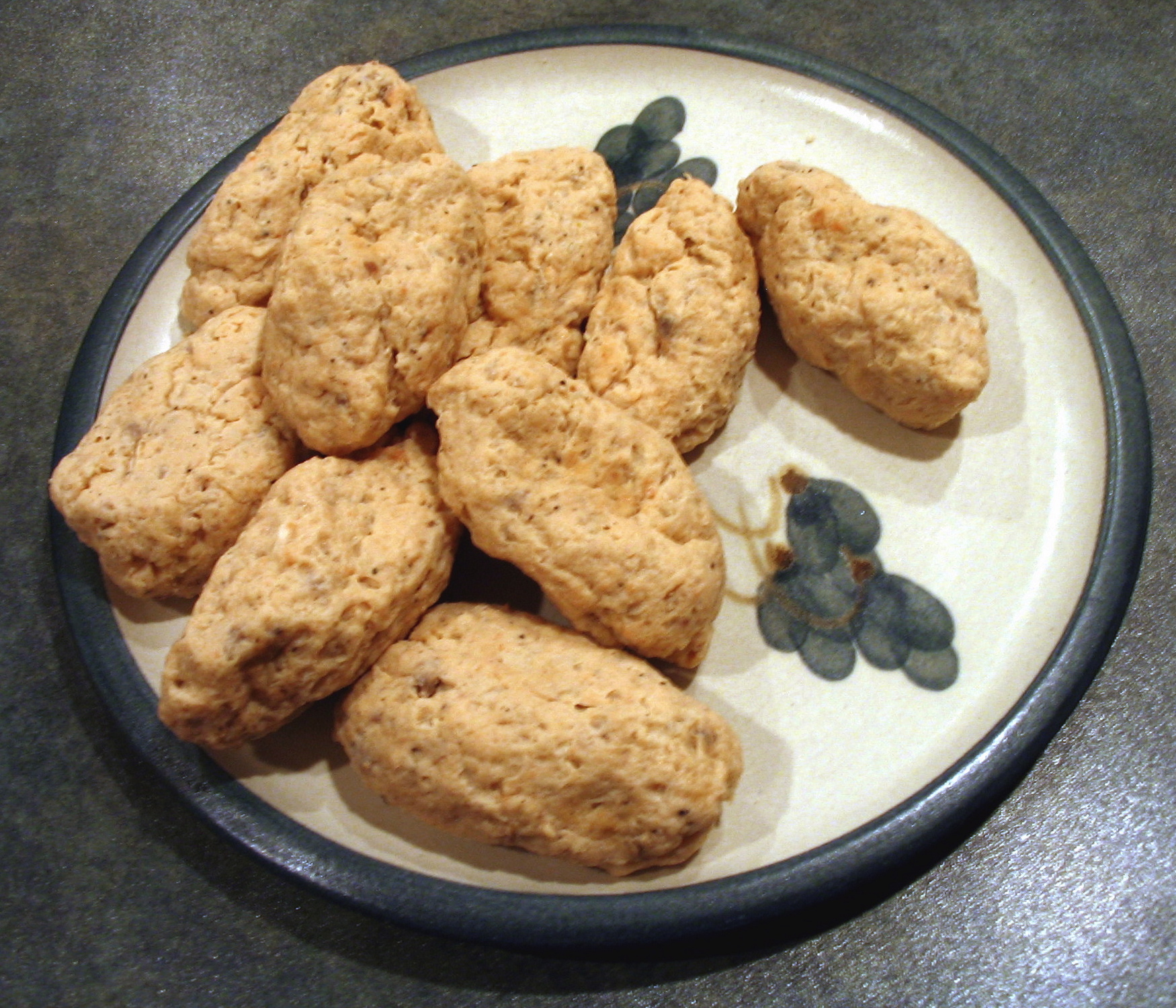
Gefilte fisz – pulpety rybne

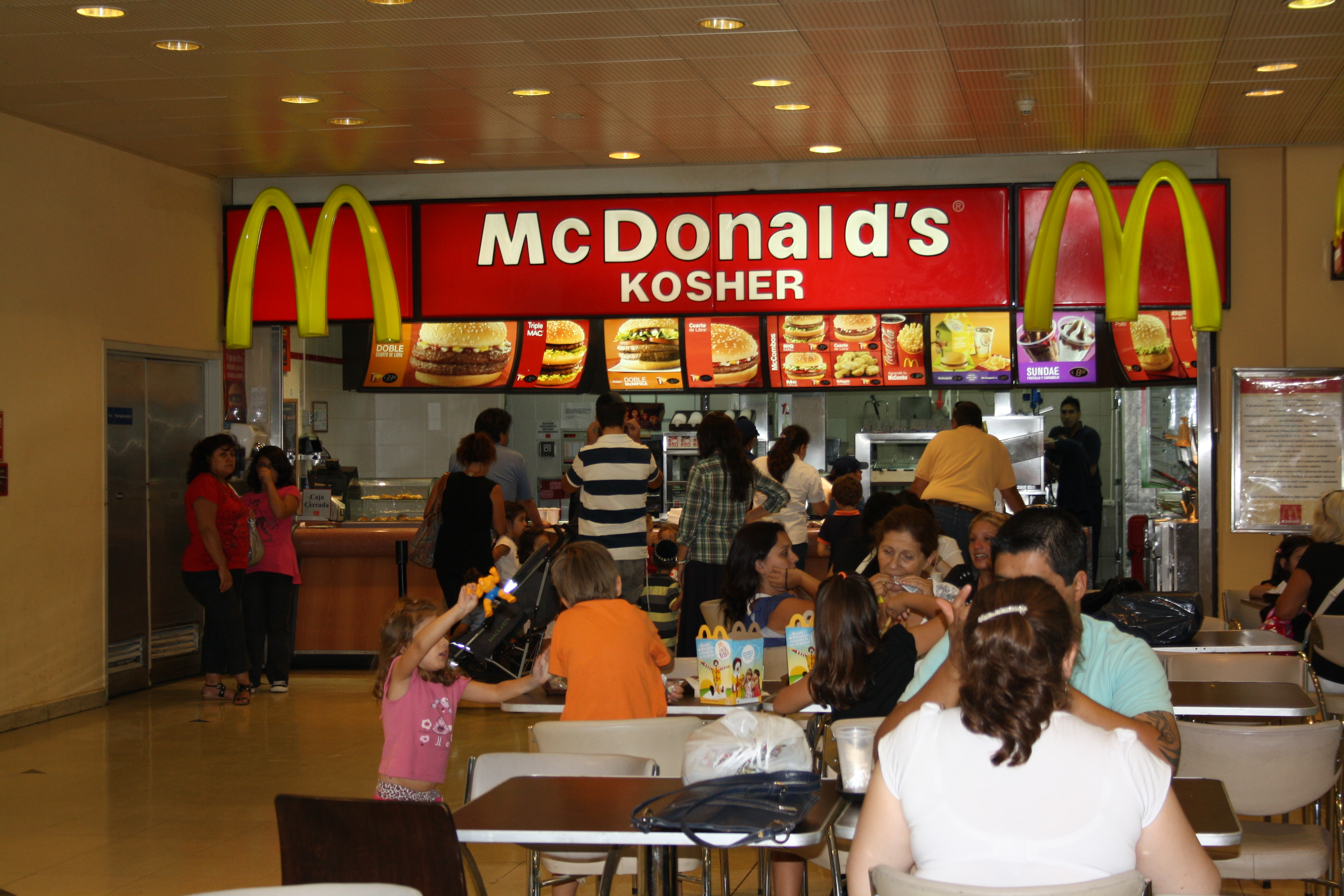
Koszerny bar McDonald’s

Kuchnia żydowska – narodowa kuchnia Żydów, oparta na zasadzie koszerności.
Najważniejszą cechą kuchni żydowskiej, obecną we wszystkich jej odmianach, jest ścisłe przestrzeganie koszerności, tj. religijnego podziału pokarmów na koszerne – czyste (dozwolone) i trefne – nieczyste (zakazane).
Podział ten oparty jest na Biblii, na nakazach Pięcioksięgu Mojżesza (Tory), i późniejszych interpretacjach tych praw przez rabinów. Głównymi zasadami jest wykluczenie mięsa niektórych zwierząt (m.in. świń), krwi, łączenia mięsa z mlekiem, niektórych ryb (tych, które nie mają łusek), skorupiaków i owadów. Mięso dozwolone musi pochodzić ze specjalnego, rytualnego uboju zwanego szechitą.
Kuchnia żydowska, zwłaszcza bliskowschodnia, posiada wiele cech wspólnych z kuchnią arabską. Wynika to i ze stosowania tych samych regionalnych produktów, i podobieństwa nakazów religijnych, opartych na tym samym źródle.
Charakterystyczne dla kuchni żydowskich są specjalne potrawy przygotowywane przed szabatem, w czasie którego ortodoksyjnemu Żydowi nie wolno gotować ani rozpalać w piecu. Stąd powstały różnego rodzaju zimne przekąski, a także potrawy duszone przez kilkanaście godzin w stygnących piecach chlebowych (np. czulent).
Można wyodrębnić różne odmiany kuchni żydowskiej:
- kuchnia Żydów sefardyjskich
- kuchnia Żydów aszkenazyjskich
- kuchnia Żydów mizrachijskich
- kuchnia Żydów perskich
- kuchnia Żydów jemeńskich
- kuchnia Żydów indyjskich
- kuchnia Żydów latynoamerykańskich
- kuchnia Żydów azjatyckich
- kuchnia Żydów etiopskich

Na bazie wymienionych tradycji ukształtowała się kuchnia Izraela.
W związku z przebywaniem Żydów w diasporze kuchnia żydowska przyjmowała cechy i produkty kuchni różnych narodów; sama również wywierała na nie wpływ, niekiedy pośrednicząc między odległymi kulturami kulinarnymi (np. wprowadziła do kuchni polskiej egzotyczne przyprawy).
Wspólnymi cechami większości odmian kuchni żydowskich jest obfite stosowanie niektórych przypraw (gałka muszkatołowa, goździki, szafran, kminek), częste używanie cebuli i czosnku, stosowanie zamiast niedozwolonego (trefnego) smalcu (wieprzowego) – tłuszczu drobiowego, używanie cukru lub miodu także do potraw mięsnych i rybnych, rozdrabnianie (mielenie lub ucieranie) składników potraw.
Wiele potraw żydowskich powstawało przez adaptację miejscowych przepisów kulinarnych do nakazów religii mojżeszowej.
Specjalne, tradycyjne potrawy podawane są w święta religijne: Sukkot, Chanuka, Purim, Pesach, Szawuot.
Różne potrawy kuchni żydowskiej weszły na stałe do kuchni innych narodów. W kuchni polskiej popularne są m.in. karp po żydowsku, chałka, maca, gefilte fisz (pulpety rybne lub Karp po żydowsku) „kawior żydowski” (pasta z wątróbek), sałatka galicyjska i koszerna śliwowica, w kuchni austriackiej strudel.
Ze względu na liczebność diaspory żydowskiej w Stanach Zjednoczonych jest to jedna z popularniejszych kuchni, dostępna również w sieciach koszernych fast foodów.